# Ein Taxi zur Bescherung

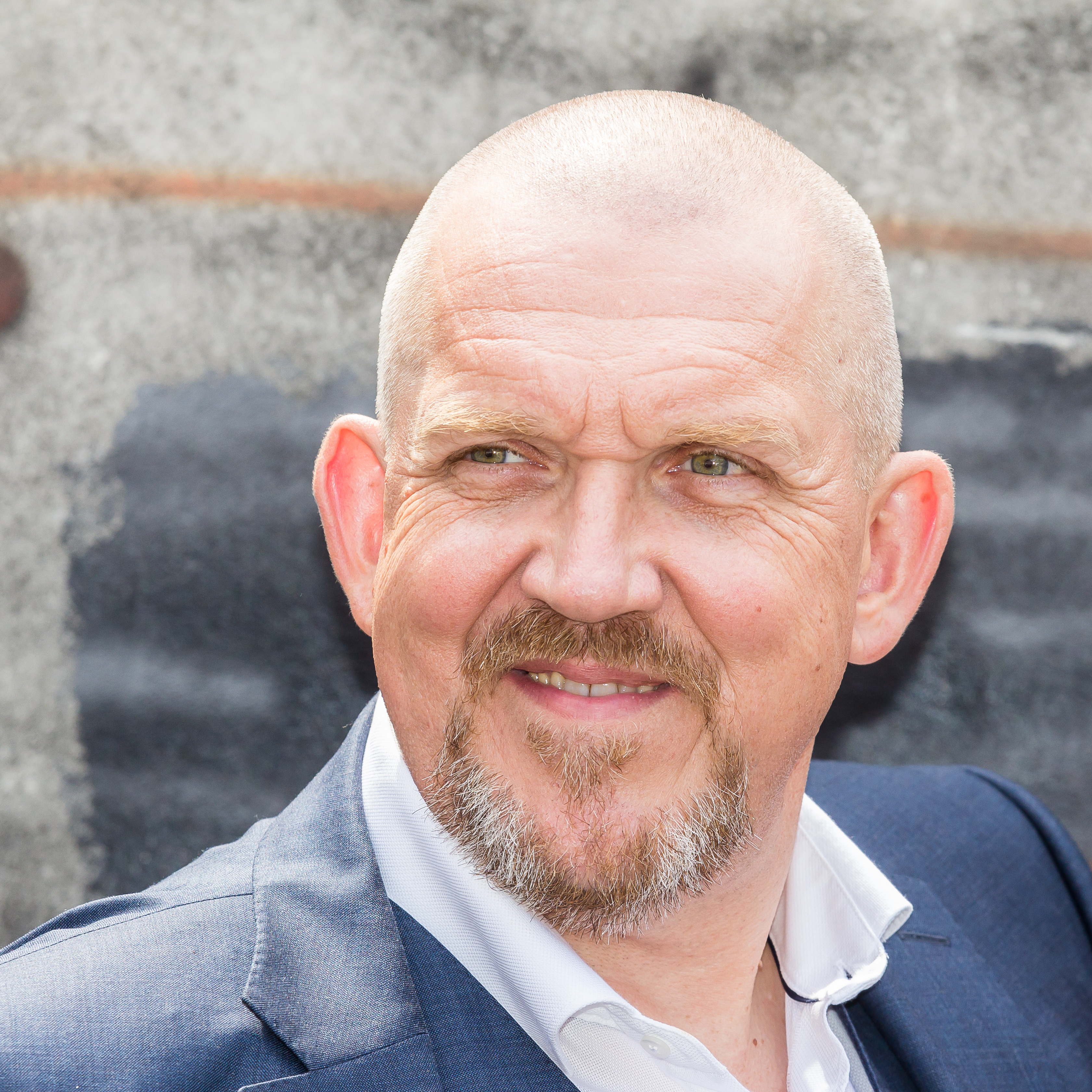
Dietmar Bär spielt Taxifahrer Axel Parschke (Foto von 2016)

Ein Taxi zur Bescherung ist ein deutscher Fernsehfilm von Dirk Kummer aus dem Jahr 2022. In der Hauptrolle spielt Dietmar Bär einen Taxifahrer, dessen Leben durch eine Fahrt ins Erzgebirge eine unerwartete Wendung erfährt. Der Weihnachtsfilm war zuerst am 2. Dezember 2022 in der ZDFmediathek verfügbar und wurde am 18. Dezember 2022 erstmals im Fernsehprogramm des ZDF in der Herzkino-Reihe ausgestrahlt.

## Handlung
Kurz vor Weihnachten plant der geschiedene Hamburger Taxifahrer Axel wie gewohnt über die Feiertage zu arbeiten, als er unerwartet einen lukrativen Auftrag erhält. Der blinde IT-Spezialist Jan möchte im erzgebirgischen Bergroda seine Internetbekanntschaft Jenny besuchen und muss aufgrund eines Zugausfalls notgedrungen aufs Taxi umsteigen. Es beginnt eine Reise, die schon bald durch eine Autobahnsperrung unterbrochen wird und die beiden Männer zwingt, in einem Gasthof in einem Doppelzimmer zu übernachten. Hier erfährt Axel, dass Jenny bislang nichts von Jans Erblindung weiß. Als sie am nächsten Morgen ihre Reise fortsetzen, gesellt sich Abiturientin Linh zu ihnen, die ihren Vater in Bergroda zu Weihnachten besuchen möchte.
Das Trio trifft bei ihrer Ankunft im Erzgebirgsstädtchen gleich auf Jenny. Diese ist äußerst überrascht, als Jan seinen Langstock entfaltet und ihr erstmals seine Blindheit offenbart. Sie nimmt ihn mit zu sich und auch Linh macht sich auf den Weg zu ihrem Vater. Axel möchte schnell wieder zurück nach Hamburg, doch er fährt bei einem unfreiwilligen Ausweichmanöver gegen den Bordstein, sodass sein Taxi nicht mehr fahrtauglich ist. Die verwitwete Kfz-Mechanikerin Sofia bietet ihm eine Schlafmöglichkeit an, da ein wichtiges Ersatzteil erst am nächsten Tag geliefert werden könne. Jan versteht sich gut mit Jenny und verbringt die Nacht mit ihr. Sie teilt ihm jetzt mit, dass sie einen fünfjährigen Sohn namens Theo habe, den sie bislang nie erwähnt hat.
Der nächste Morgen bringt für die neu Angereisten Ernüchterung: Das Ersatzteil für Axels Taxi wurde nicht geliefert, Linhs Vater hat unerwarteterweise eine neue Frau mit Kind und Jan fühlt sich plötzlich von Jenny wegen seiner Erblindung zu sehr bemuttert, sodass er sofort wieder abreisen möchte. Linh bleibt erstmal in der Kfz-Werkstatt und die beiden Männer sollen mit Sofias altem Barkas wieder nach Hamburg fahren. Doch schon bei der ersten Pinkelpause wird ihnen dieser – von Jenny, wie sich später herausstellt – gestohlen, sodass sie zurück nach Bergroda laufen müssen und hier mit Sofia und Linh die Mettenschichtfeier und den Heiligabend verbringen. Als Sofia Axel an diesem Abend küssen möchte, macht dieser einen Rückzieher.
Am Weihnachtstag brechen Axel und Jan auf, nachdem das Ersatzteil doch geliefert wurde. Im Gespräch darüber, dass sie sich nicht ihren Problemen gestellt haben, drehen sie kurz vor der Autobahn wieder um und sprechen sich mit Jenny bzw. Sofia aus und geben der Liebe eine neue Chance. Zwei Tage nach Weihnachten fahren Axel und Sofia mit dem Taxi nach Paris, Linh bleibt in Bergroda und wird Silvester mit Jan, Jenny und Theo verbringen.

## Produktion
Ein Taxi zur Bescherung wurde von Relevant Film im Auftrag des ZDF hergestellt. Als Produzentin agierte Heike Wiehle-Timm, die für den Sender in den Vorjahren bereits die Weihnachtsfilme Ein Lächeln nachts um vier (2017), Weihnachten im Schnee (2019) und Alice im Weihnachtsland (2021) – die beiden letzteren ebenfalls nach einem Drehbuch der beiden Autoren Claudia Matschulla und Arnd Mayer – realisiert hatte. Für die Regie konnte Schauspieler und Filmemacher Dirk Kummer verpflichtet werden, der den Film als „Geschenk“  bezeichnete und ferner als „Schwibbogen trifft auf hanseatische Gleichmütigkeit“ beschrieb.
Die Dreharbeiten fanden vom 1. Februar bis zum 2. März 2022 in Hamburg und im Harz statt. Der Arbeitstitel lautete Das Weihnachtstaxi. Als Kulisse für den im Erzgebirge angesiedelten, fiktiven Hauptspielort Bergroda diente der Erholungsort Wernigerode, dessen Stadtverwaltung sich während der Vorproduktion bereit erklärt hatte, eigens für die Drehzeit die Weihnachtsbeleuchtung auf den Straßen hängen zu lassen. Die bergmännische Mettenschicht wurde indessen im Goslarer Erzbergwerk Rammelsberg gefilmt. Bär benannte „technischen Gründe“ für die Entscheidung, nicht direkt in Sachsen gedreht zu haben. Die für den Dreh im Harz vorgesehene Schneekulisse ließ sich aufgrund eines anhaltenden Hochdruckgebietes während der Arbeiten nicht realisieren.

## Rezeption

### Kritiken
Rainer Tittelbach gab dem Film auf tittelbach.tv insgesamt 4,5 von 6 möglichen Sternen und schrieb: „Die Unaufgeregtheit der Handlung, der gute Erzählfluss (auch ohne Schnee) und das durchweg zurückgenommene Spiel gehen auf das Konto von Grimme-Preisträger Dirk Kummer und seinen Gewerken. Die Lust beim Zuschauer auf diesen etwas anderen Herzkino-Film dürfte aber vor allem von den Schauspielern geweckt werden.“ Insgesamt sei der Film stimmig, bei dem man auf narrative Nuancen und psychologische Zwischentöne geachtet habe. Dietmar Bär und Max Riemelt nehme man ihre Rollen gut ab. Auch wenn es Bärs Rolle mit der Lebenslust nicht mehr so habe, werde er nicht zum „Kotzbrocken“ degradiert, wie man es aus anderen deutschen Fernsehkomödien kenne. Gabriele Völsch, die bisher eher kleine Auftritte hatte und hier die Rolle der Sofia übernimmt, bezeichnet Tittelbach als eine späte Entdeckung.
Oliver Armknecht bewertete Ein Taxi zur Bescherung in seiner Kritik auf film-rezensionen.de mit 7 von 10 Punkten. Der Film habe keine Hauptfigur, vielmehr würden verschiedene Einzelschicksale präsentiert, deren Wege in unterschiedlicher Weise miteinander verknüpft werden. Im Vergleich zu anderen Herzkino-Filmen sei der Film näher am Alltag orientiert, auch wenn sich über die Glaubwürdigkeit mancher Ereignisse streiten ließe. Armknecht bezeichnete die Produktion als einen angenehmen Film, der weder bei dramatischen bzw. romantischen Szenen richtig draufhaue, noch Tragisches ausschlachte oder zwanghaft Peinlich-Komisches erzeuge. Er sei kein reiner Berieselungsfilm, sondern würde auch zum Nachdenken anregen und alternative Formen von Weihnachten abseits des normativen Familienglücks darstellen.
Christian Lukas von Quotenmeter.de bezeichnete Ein Taxi zur Bescherung als eine „warmherzige, liebenswürdige Komödie, von der man allerdings keinen krachenden Humor oder gar großes, absurdes Theater erwarten“ dürfe. Der Film erfinde das Genre der Komödie nicht neu und fahre „hinlänglich bekannte“ Versatzstücke auf, funktioniere als „Feel-Good-Komödie vor dem Fest […] dennoch tadellos“. Aus dem Ensemble hob Lukas vor allem Dietmar Bär und Gabriele Völsch positiv hervor. Letztere nannte er einen „Casting-Glückfall, denn sie weiß ihre Rolle nicht nur resolut (mit einem überraschend verletzlichen Kern) anzulegen, sie spielt vor allem die gesamte Spielzeit über auf Augenhöhe mit Dietmar Bär“, der „sichtbarem Spaß an der Rolle“ zeige.
Im Lexikon des internationalen Films findet sich in der Besprechung zum Film folgende Einschätzung: „Betuliche Tragikomödie nach Art des ZDF-Herzkinos mit viel weihnachtlichem Kitsch und viel touristischer Werbung für die sächsische Kulisse.“

### Einschaltquote
Ein Taxi zur Bescherung wurde am 2. Dezember 2022 in der ZDFmediathek zum Streaming veröffentlicht. Die Erstausstrahlung erfolgte am 18. Dezember 2022 im Rahmen der Herzkino-Reihe im ZDF. Mit 4,45 Millionen Zuschauern und 14,2 Prozent Marktanteil avancierte der Spielfilm nach Tatort: Das Opfer zur zweitmeistgesehenen Sendungen in der Hauptsendezeit. In der werberelevanten Zielgruppe konnten 5,5 Prozent Marktanteil bei 0,43 Millionen Zuschauer verbucht werden.